# Ligne Lviv-Stryï-Tchop
La ligne Lviv-Stryï-Tchop est un grand axe ferroviaire en Ukraine. Elle relie Lviv, au centre de l'Ukraine occidentale, à Tchop, gare-frontière entre l'Ukraine, la Slovaquie et la Hongrie. Elle est reliée au réseau ferroviaire slovaque (Čierna nad Tisou) et réseau ferroviaire hongrois (Záhony). Jusqu'à Batiovo, la voie a une largeur de 1 520 mm (voie large russe), le reste du parcours est à double écartement, écartement standard (1 420 mm) et large. L'exploitation est gérée par les chemins de fer ukrainiens, en particulier par les chemins de fer de Lviv.

## Caractéristiques

### Gares
Gare centrale de Lviv, Gare de Stryï, Gare de Oujhorod, Gare de Tchop,
gare de Mykolaïv-Dnistrovsky.